# Liste globaler Probleme
Ein globales Problem ist eine Angelegenheit, die von weltweitem belang ist. Diese Liste der globalen Probleme nennt einige Problemfelder, die Menschen auf der ganzen Welt betreffen, einschließlich, aber nicht beschränkt auf weit verbreitete soziale Probleme, wirtschaftliche Probleme und Umweltprobleme, die oft ineinandergreifen. Die Vereinten Nationen haben eine offizielle Liste globaler Probleme veröffentlicht.

## Globale Katastrophenrisiken

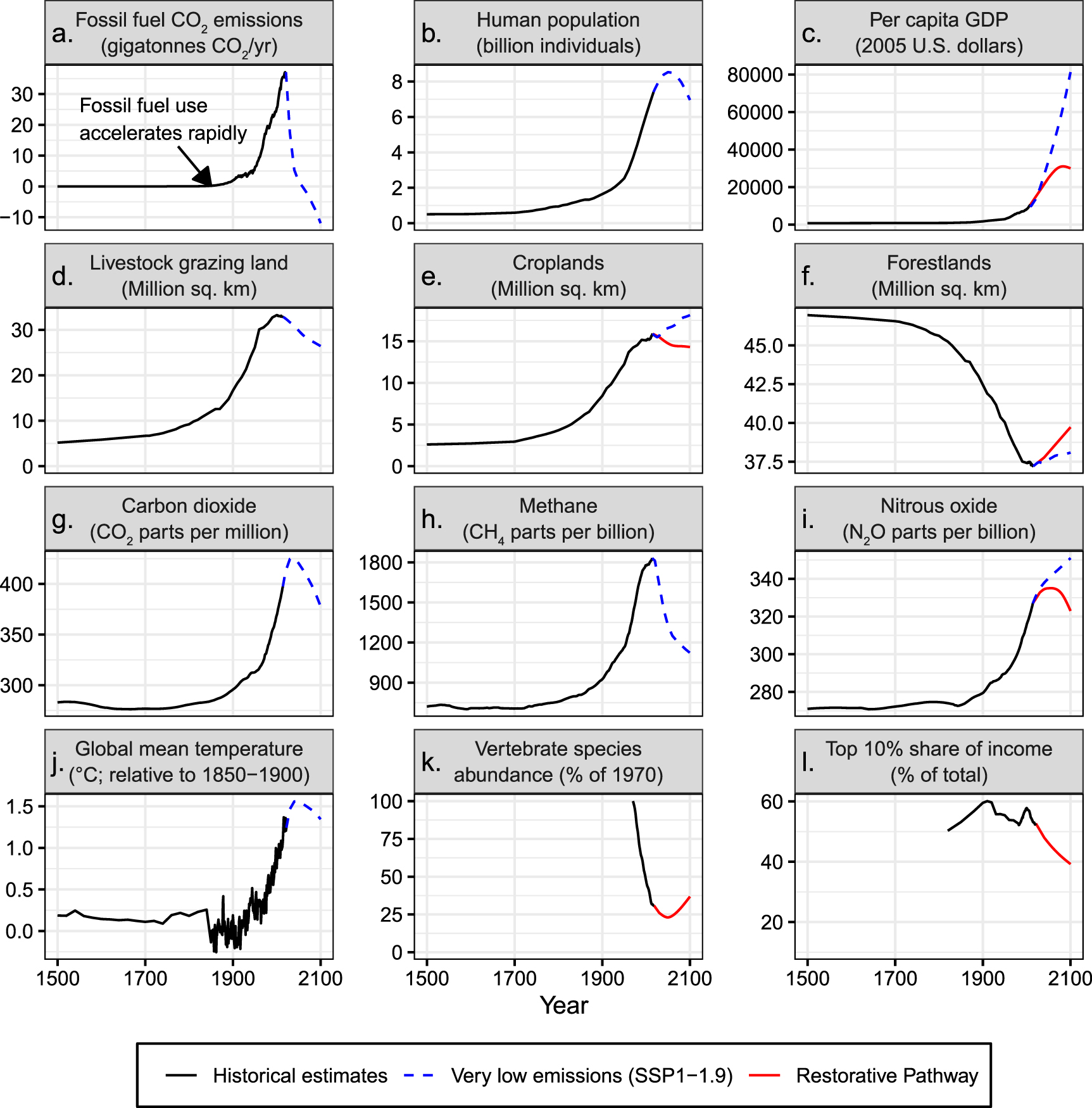
Diverse Vitalzeichen des planetaren Systems

Nicht alle dieser Risiken sind unabhängig voneinander, da die Mehrzahl, wenn nicht sogar alle, auf menschliches Handeln zurückzuführen sind. Beispiele dafür sind:
- Verlust der biologischen Vielfalt
- Klimawandel
- Destruktive künstliche Intelligenz
- Umweltkatastrophen wie der Ausbruch eines Supervulkans
- Nuklearer Holocaust
- Pandemien und Biotechnologie-Risiken
- Risiken anderer zukünftiger Technologien wie etwa molekularer Nanotechnologie

Diese Risiken könnten etwa zu einem Zivilisationskollaps führen.

## Liste der Vereinten Nationen
Die UNO hat eine Liste der dringendsten Probleme zum Stand von 2023 erstellt:
| Kategorie                                      | Das Problem                                                                                                  | Relevante UN-Richtlinien/Initiativen |
| ---------------------------------------------- | --- | --- |
| Afrika                                         | Armut, Krankheiten, Wüstenbildung, Unterernährung, regionale Konflikte                                       | Büro des Sonderberater für Afrika, Afrikanische Union, Neue Partnerschaft für die Entwicklung Afrikas, Mission der Vereinten Nationen und der Afrikanischen Union in Darfur |
| Alterung                                       | Alterung der Bevölkerung, demografische Übergang                                                             | Wien Internationaler Aktionsplan zur Älterung, Grundsätze der Vereinten Nationen für ältere Menschen, Verkündigung zur Ältere, Internationales Jahr der Älteren Menschen |
| AIDS                                           | Prävention von HIV/AIDS, HIV und Schwangerschaft, HIV/AIDS-Denialismus                                       | Gemeinsames Programm der Vereinten Nationen zur Bekämpfung von HIV/AIDS, Der globale Fonds zur Bekämpfung von AIDS, Tuberkulose und Malaria |
| Atomenergie                                    | Kernwaffen, Kernabfälle                                                                                      | Europäische Union, Europäische Union, Verträge über die Verweigerung der Verbreitung von Atomwaffen, Umfassendes Atomversuchverbotsabkommen |
| Big Data für Nachhaltige Entwicklung           | Anwendung der IKT für nachhaltige Entwicklung                                                                | Unterstützung und Verfolgung der Ziele für nachhaltige Entwicklung |
| Sicherheit von Kindern und Jugendlichen online | Bekämpfung von Cyber-Mobbing, Online-Kindermissbrauch und Menschenhandel mit Kindern                         | |
| Kinder                                         | Kinderarmut, Kinderarbeit, Kindesmissbrauch, Kindersterblichkeit, BildungWeltweite Bildung                   | Bildung zuerst, Kinderfonds der Vereinten Nationen (UNICEF), Weltnahrungsmittelprogramm, Global Education First Initiative |
| Klimawandel                                    | CO2-Fußabdruck der Menschheit, Abmilderung des Klimawandels                                                  | Kyoto-Protokoll, Pariser Abkommen, UN-Klimakonferenz |
| Dekolonisation                                 | Ausbeutung                                                                                                   | Sonderkomitee der Vereinten Nationen für die Dekolonisierung, Gepflogene Gebiete der Vereinten Nationen, Internationale Dekade zur Ausrottung des Kolonialismus |
| Demokratie                                     | Demokratisierung                                                                                             | Die Kommission hat die Kommission mit der Erarbeitung der Richtlinie 2009/65/EG über die Anwendung der Richtlinie 2009/112/EG zur Änderung der Richtlinie 2009/78/EG zur Änderung des Artikels 107 Absatz 1 Buchstabe a der Richtlinie 2009/68/EG zur Angleichung der Rechtsvorschriften der Mitgliedstaaten über die Anwendung von Richtlinie 2009/73/EG zur Angleichung der Rechts- und Verwaltungsvorschriften der Mitgliedstaaten und zur Änderung der Verordnung (EG) Nr. 1071/2006 zur Änderung der Bestimmungen über die Richtlinie 2009/72/EG zur Angleichung der Rechtsgrundlage für die Anwendung der Verordnung (EU) Nr. 1303/2013.UN-Frauen |
| Entwaffnung                                    | Massenvernichtungswaffen, chemische und biologische Waffen, konventionelle Waffen, Landminen und Kleinwaffen | Das Amt der Vereinten Nationen für Abrüstungsfragen |
| Die Armut zu beenden                           | Die Messung der Armut                                                                                        | Ziel für nachhaltige Entwicklung Nr. 1: Keine Armut |
| Lebensmittel                                   | Welthunger, Nachhaltige Landwirtschaft, Ernährungssicherheit, Lebensmittelsicherheit, Lebensmittelunruhen    | Ziel 2: Null Hunger, Lebensmittel- und Landwirtschaftsorganisation (FAO), Weltfutterprogramm |
| Gleichstellung der Geschlechter                | Frauenrechte                                                                                                 | Kommission für den Status der Frau, Einheit für die Gleichstellung der Geschlechter und die Befähigung der Frau (UN Women) |
| Gesundheit                                     | Muttergesundheit, Extreme Armut                                                                              | Millenniumsentwicklungsziele |
| Menschenrechte                                 | Menschenrechtsverletzungen                                                                                   | Die allgemeine Erklärung der Menschenrechte |
| Internationales Recht und Gerechtigkeit        | Kriegsverbrechen, Diskriminierung, Staatliche und Unternehmensverbrechen                                     | Internationale Rechtskommission, Übereinkommen über die Verhinderung und Bestrafung des Verbrechens des Völkermordes (1948), Internationale Übereinkommen zur Beseitigung aller Formen rassischer Diskriminierung (1965), Internationale Pakt über bürgerliche und politische Rechte (1966), Internationale Abkommen über wirtschaftliche, soziale und kulturelle Rechte (1966), Übereinkommen zur Beseitigung aller Formen der Diskriminierung von Frauen (1979), Übereinkommen der Vereinten Nationen über das Meeresrecht (1982), Übereinkommen über die Rechte des Kindes (1989), Umfassender Atom-Test-Verbot-Vertrag (1996), Internationale Übereinkunft zur Bekämpfung der Terrorismusfinanzierung (1999), Übereinkommung über die Rechten von Menschen mit Behinderungen (2006) |
| Internationale Migration                       | Migration | Internationale Organisation für Migration |
| Ozeane und das Meeresrecht (vgl. Wasser)       | Umweltverschmutzung, Meeresregierung                                                                         | Konferenz der Vereinten Nationen über die menschliche Umwelt, Übereinkommen zur Verhütung der Meeresverschmutzung durch Abfall und andere Stoffe |
| Frieden und Sicherheit                         | | Friedenssicherung der Vereinten Nationen, Liste der Friedenssicherungsmissionen der Vereinten Nationen, Kommission für Friedenskonsolidierung |
| Menschen mit Behinderungen                     | Diskriminierung, fehlende allgemeine Gestaltung                                                              | Übereinkommen über die Rechte von Menschen mit Behinderungen |
| Bevölkerung                                    | Überbevölkerung, Weltbevölkerung                                                                             | UNFPA |
| Flüchtlinge (vgl. humanitäre Hilfe)            | | Die UN-Regierung für Hilfs- und Rehabilitationsmaßnahmen (UNRRA), Der Hohe Flüchtlingskommissar der Vereinten Nationen (UNHCR) |
| Terrorismus                                    | | Umfassende Übereinkommen über den internationalen Terrorismus |
| Freiwillige Arbeit                             | | Freiwillige der Vereinten Nationen |
| Wasser (vgl. Ozeane und das Meeresrecht)       | Wasserknappheit, Wasserkonflikt, Privatisierung des Wassers, Wasserverschmutzung                             | UN-Water, System der Umwelt- und Wirtschaftsrechnungslegung für UN-Wasser, Wasser für das Leben Dekade, Internationale Empfehlungen zur Wasserstatistik, Konferenz der Vereinten Nationen über Wasser, Millenniums-Entwicklungsziele, Internationale Konferenz über Wasser und Umwelt (1992), Erden-Gipfel (1992) |

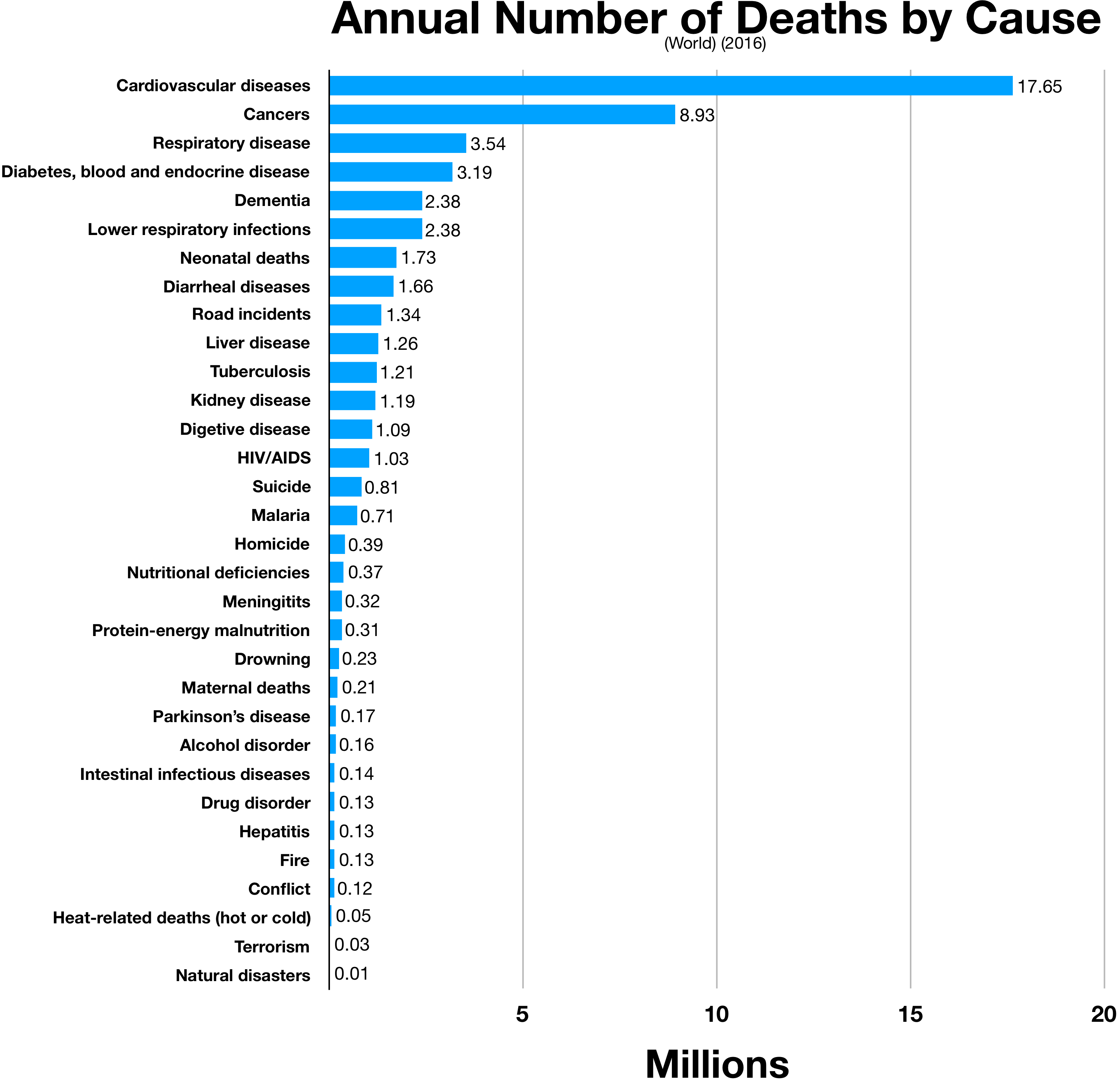
Top Todesursachen weltweit

Status plantarer Grenzen – ein Ansatz für ein Assessment globaler Umweltprobleme

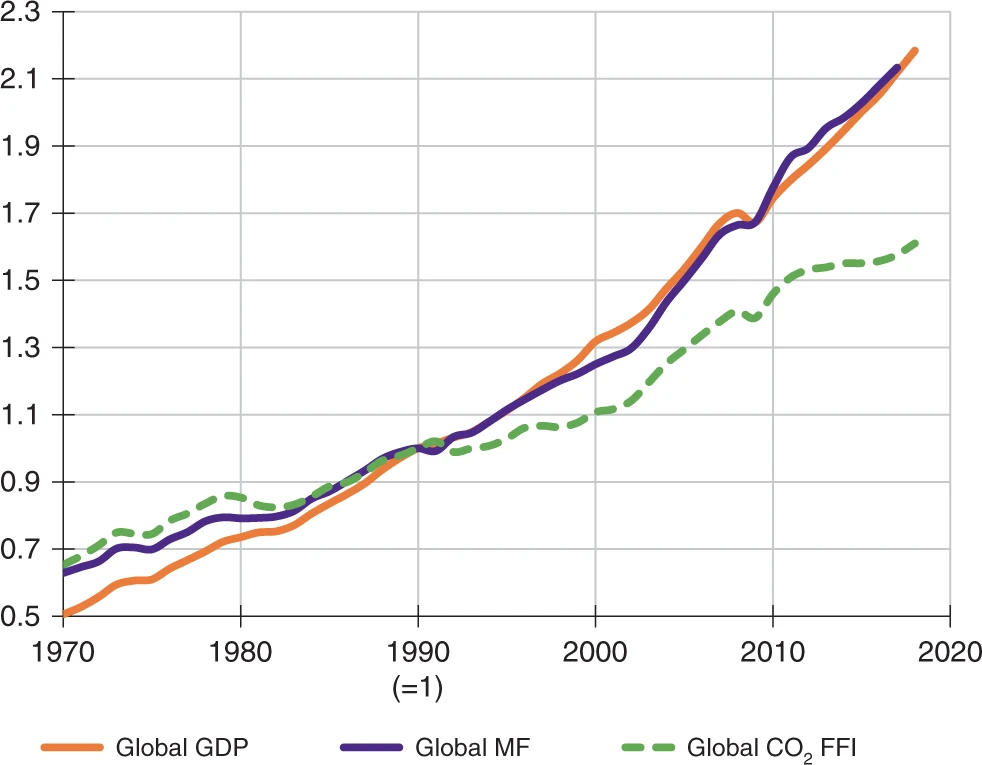
Material-Fußabdruck (weltweite Rohstoffgewinnung), globale CO_{2}-Emissionen aus der Verbrennung fossiler Brennstoffe und industriellen Prozessen, sowie globales BIP

Im Rahmen der Agenda 2030 für nachhaltige Entwicklung wurden die Millenniums-Entwicklungsziele der Vereinten Nationen (2000–2015) durch die Ziele der Vereinten Nationen für nachhaltiges Entwicklung (2016–2030) ersetzt, die auch als Die Globalen Ziele bekannt sind. Für jedes globale Ziel gibt es zugehörige Ziele und Indikatoren.

## Globale Umweltprobleme
Kein einzelnes Problem kann analysiert, behandelt oder von den anderen isoliert werden.  Beispielsweise wirken sich Lebensraumverlust und Klimawandel negativ auf die Artenvielfalt aus. Abholzung und Umweltverschmutzung sind direkte Folgen der Überbevölkerung und Konsummustern und beeinträchtigen beide wiederum die Artenvielfalt. Während die Überbevölkerung vor Ort zu Landflucht führt, wird dies durch die zunehmende Urbanisierung und Zersiedelung mehr als ausgeglichen. Theorien der Systemtheorie berücksichtigen oder fokussieren sich auf den Aspekt der gegenseitigen Abhängigkeit von Umwelt- und Wirtschaftsfragen als komplexes System. Zu den offensichtlichsten Umweltproblemen gehören:
- Überverbrauch – Situation, in der die Nutzung gewisser Ressourcen oder der Ressourcen insgesamt die nachhaltige Kapazität des Ökosystems übersteigt.
- Überbevölkerung – zu viele Menschen – bzw. zu hohe Belastung durch problematische Konsummuster – als dass das Erdsystem es ohne für Menschen Probleme zu verursachen aushalten könnte.
- Verlust der biologischen Vielfalt
- Abholzung tropischer Wälder
- Wüstenbildung
- Klimawandel
- Lebensraumzerstörung
- Massenaussterben im Holozän (gegenwärtig)
- Ozeanversauerung
- Ozonabbau (siehe Montreal-Protokoll)
- Verschmutzung
  - Abfall (Elektroschrott, Plastikmüll, usw.) und Abfallentsorgung
  - Wasserverschmutzung
  - PFAS[11]
- Ressourcenerschöpfung
- Zersiedelung

## Externe Links
- Global Issues Webseite der UN
- Think Global: Learn More About Global Issues. In: dus.psu.edu. Abgerufen am 31. Januar 2018 (englisch).
- Global issues. In: TED.com. 11. Mai 2016, abgerufen am 18. Januar 2018 (englisch).
- Global Issues. In: TakingITGlobal. Abgerufen am 18. Januar 2018 (englisch).
- Global Issues : social, political, economic and environmental issues that affect us all. In: Global Issues. 24. September 2011, abgerufen am 18. Januar 2018 (englisch).
- Global Issues Network. In: Global Issues Network. 28. März 2013, abgerufen am 18. Januar 2018 (englisch).
- Issues of resilience, interdependence and growth affect global climate change risk. In: Carbon Brief. 20. Februar 2014, abgerufen am 18. Januar 2018 (englisch).
- A list of the most urgent global issues. In: 80,000 Hours. 30. April 2017, abgerufen am 6. Juni 2018 (englisch).